# Leiosteninae
Sous-famille
Les Leiosteninae sont une sous-famille d'opilions laniatores de la famille des Agoristenidae.

## Distribution
Les espèces de cette sous-famille se rencontrent dans le Nord de l'Amérique du Sud.

## Liste des genres
Selon World Catalogue of Opiliones (04/04/2023) :
- Andrescava Roewer, 1957
- Avima Roewer, 1949
- Barinas González-Sponga, 1987
- Barlovento González-Sponga, 1987
- Leptostygnus Mello-Leitão, 1940
- Muscopilio Villarreal & García, 2021
- Nemastygnus Roewer, 1929
- Ocoita González-Sponga, 1987
- Paravima Caporiacco, 1951
- Taulisa Roewer, 1956
- Vima Hirst, 1912

## Systématique et taxinomie
Cette sous-famille a été décrite par Šilhavý en 1973.

## Publication originale
- Šilhavý, 1973 : « Two new systematic groups of gonyleptomorphid phalangids from the Antillean-Caribbean Region, Agoristenidae Fam. N., and Caribbiantinae Subfam. N. (Arachn.: Opilionidea). » Věstník československé Společnosti zoologické, vol. 37, p. 110–143.